# Isis-Sothis
Isis-Sothis (Isis-Sothis-Hathor) – postać kobieca podobna do Izydy. Pełniła funkcję przewodniczki zmarłych. Była mało popularnym bóstwem.